# Cung Quảng Hàn
Cung Quảng Hàn (giản thể: 广寒宫, phồn thể: 廣寒宮) hay cung Trăng, Nguyệt cung là một cung điện nằm trên mặt trăng trong thần thoại Trung Quốc, những sinh vật định cư ở đây được biết đến có Hằng Nga, thỏ ngọc và Ngô Cương.

## Truyền thuyết có liên quan
- Hằng Nga bôn nguyệt: Hằng Nga sau khi ăn vụng tiên đan liền phi thăng mà bay lên trời, cuối cùng bay đến mặt trăng, sau Ngọc Hoàng biết được liền thưởng cho nàng cung Quảng Hàn. Ngô Cương là lính gác Nam Thiên môn, tình cờ gặp được Hằng Nga, vì thế ở lại cung Quảng Hàn chơi một ngày, kết quả là vì đi chơi trong giờ làm khiến Ngọc Đế tức giận mà phạt làm lính hầu ở cung Quảng Hàn.
- Ngô Cương: Ngô Cương vốn là người đốn củi, hằng ngày ở Nguyệt cung chặt cây quế, nhưng Ngô Cương mỗi khi chặt được một nửa liền không chăm chỉ làm việc nữa mà lười biếng nghỉ ngơi, khi đó cây quế liền chậm dãi lành lại, ngày qua ngày, Ngô Cương vẫn không thể hoàn thành công việc, nên vĩnh viễn phải chặt cây.
- Thiềm thừ (cóc 3 chân): Trên mặt trăng có thiềm thừ (hố thiên thạch trên bề mặt mặt trăng nhìn giống hoa văn trên thân thiềm thừ), bởi vậy cung Trăng ở Trung Quốc còn được gọi là Thiềm cung. Một cách giải thích khác là, Hằng Nga ban đầu vốn xinh đẹp nhưng sau khi bay lên mặt trăng thì bị trời phạt nên biến thành con thiềm thừ xấu xí.
- Nhành quế cung Trăng: Ngô Cương ban cành quế đã chặt được cho ai thì người đó có thể đề danh bảng vàng.